# Apicencya apicalis
Apicencya apicalis är en skalbaggsart som beskrevs av Blanchard 1851. Apicencya apicalis ingår i släktet Apicencya och familjen Melolonthidae. Inga underarter finns listade i Catalogue of Life.